# サムライ・ニッポン
「サムライ・ニッポン」は、シブがき隊の楽曲で、8枚目のシングル。1984年1月15日に発売。

## 概要
「サムライ・ニッポン」は、前作収録「XYZ」に続くシブがき隊が主演を務めたTBS系ドラマ『噂のポテトボーイ』の主題歌。初回特典として、二つ折りのハート型カードが付属した。

## 収録曲
1. サムライ・ニッポン
  - 作詞：売野雅勇
  - 作曲・編曲：後藤次利
2. 真冬のシーサイド
  - 作詞：秋元康
  - 作曲・編曲：水谷竜緒